# Matigny
Matigny is een gemeente in het Franse departement Somme (regio Hauts-de-France) en telt 511 inwoners (1999). De plaats maakt deel uit van het arrondissement Péronne.

## Geografie
De oppervlakte van Matigny bedraagt 7,0 km², de bevolkingsdichtheid is 73,0 inwoners per km².
De onderstaande kaart toont de ligging van Matigny met de belangrijkste infrastructuur en aangrenzende gemeenten.

## Demografie
Onderstaande figuur toont het verloop van het inwonertal (bron: INSEE-tellingen).